# Edward Duyker

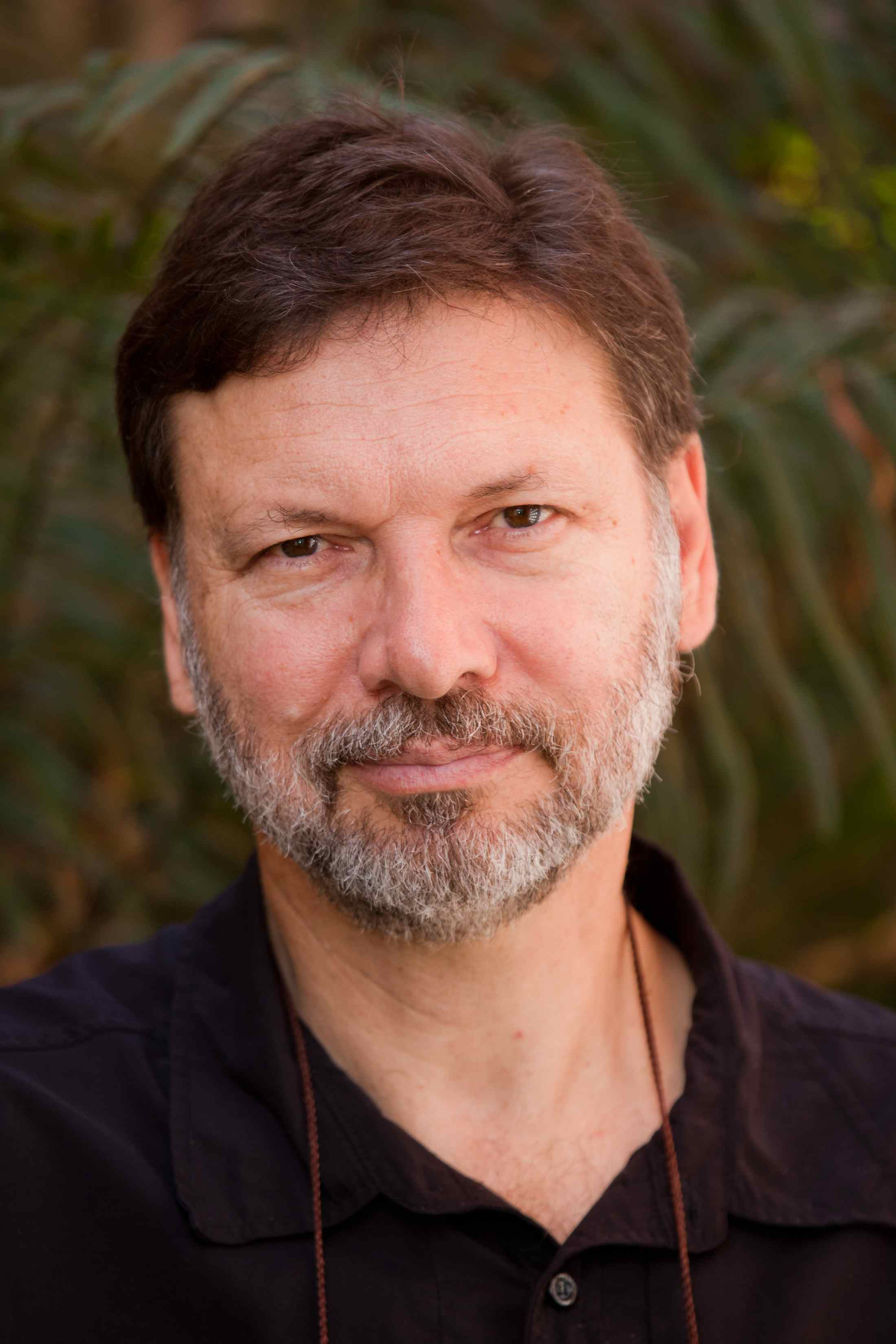
Edward Duyker (2014)

Edward Adrian Duyker (Melbourne, 21 de marzo de 1955) es un historiador australiano, hijo de padre neerlandés y madre mauriciana proveniente de una familia córnica emigrada en el siglo XVIII. Duyker inició sus estudios superiores en la Universidad La Trobe y recibió su doctorado de la Universidad de Melbourne en 1981, por una tesis sobre la participación de la tribu de las Santaló en la insurrección naxalita en India. Durante 1981-1983 Duyker fue un oficial de inteligencia militar australiano (JIO) en Canberra. En 1984 y se establecieron en Sídney como escritor independiente. Durante 1996-2002 Duyker fue Cónsul honorario de la República de Mauricio en Nueva Gales del Sur. 

## Obras históricas
Los libros de Edward Duyker comprenden varias historias etnográficas-Tribal Guerrillas (1987), The Dutch in Australia (1987) and Of the Star and the Key (1988) - y de numerosos libros en relación con los comienzos de la exploración del continente Australiano. Con la ventaja de los recursos lingüísticos de su familia - neerlandeses y franceses, editar The Discovery of Tasmania (1992). An Officer of the Blue (1994), su biografía del navegador bretón Marc-Joseph Marion Dufresne (el primer explorador francés que visitó Tasmania) estar lanzada por el anciano Primer Ministro de Australia Gough Whitlam. Nature's Argonaut (1998), su biografía de Daniel Solander, el naturalista sueco sobre el HMB Endeavour en el momento del primer viaje de circumnavigation de James Cook en 1769 a 1771, hubo puesto de la lista definitiva de los candidatos por el Precio de Historia General del New South Wales Premier's History Awards 
en 1999. Duyker es también co-rédacteur, con Per Tingbrand, de Daniel Solander: Collected Correspondence (1995). Con su madre Maryse Duyker, publicó la primera traducción inglesa del diario del explorador francés Antoine Bruny de Entrecasteaux en 2001. Citizen Labillardière (2003), su biografía del naturalista normando Jacques Labillardière, recibió el Precio de Historia General del New South Wales Premier's History Awards del año 2004. Vive en Sídney, pero en dos ocasiones ha residido en la Ciudad Internacional de las Artes en París. Visita Tasmania frecuentemente, y con el apoyo del Senateur Australiano Bob Brown, del partido de los Greens, es un ardiente defensor de Recherche Bay contra la industria forestal, y contra la destrucción de los bosques en Tasmania. François Peron: An Impetuous Life (2006) la biografía del zoologiste de la expedición de Nicolas Baudin, en los mares australes (1800-1803), recibió el Precio de Historia Marítima Frank Broeze en 2007. Duyker publicó A Woman on the Goldfields (1995), el diario de Emily Skinner, en relación con la vida de una mujer del XIXe siglo en el momento de los gold rush en el estado de Victoria. Ser coautor de Molly and the Rajah (1991), la vida de Mary Esme Fink, una australiana que casó el Rajah de Pudukkottai en India, en 1915. Publicó en 2007 A Dictionary of Sea Quotations con una introducción muy personal sobre los enlaces profundos de su familia con el mar. Hay fue elegido miembro de la Academia de las Humanidades en Australia en 2007.  Durante 2009-2018 Duyker fue profesor honorario de la Universidad Católica de Australia. El Profesor Greg Dening lo describió como un historiador de los historiadores '.
Edward Duyker ha escrito varios libros con los relatos de las expediciones francesas a las Islas Canarias en el siglo XVIII y principios del siglo XIX. Los libros de Duyker también incluyen los reportes de la expedición de Schouten y Le Maire alrededor de Cabo de Hornos en enero de 1616.*  Su libro más reciente es una biografía del explorador francés Jules Dumont d'Urville.

## Condecoraciones
- 2000 Caballero de la Orden del Palmes Academiques (Francia)

- 2003 Centenary medalla (Australia).

- 2004 Medalla de la Orden de Australia.

## Obras
- Mauritian Heritage: An Anthology of the Lionnet, Commins and Related Families, Australian Mauritian Research Group, Ferntree Gully, 1986, pp. 368, ISBN 0 9590883 2 6.
- Tribal Guerrillas: The Santals of West Bengal and the Naxalite Movement, Oxford University Press, New Delhi, 1987, pp. 201, ISBN 19 561938 2.
- The Dutch in Australia, AE Press, Melbourne, 1987, pp. 181, ISBN 0 86787 215 2.
- (con Maryse Duyker) Beyond the Dunes: A Dutch-Australian Story, Sylvania, 1987, pp. 41, ISBN 0 731600584.
- Of the Star and the Key: Mauritius, Mauritians and Australia, Australian Mauritian Research Group, Sylvania, 1988, pp. 129, ISBN 09590883 4 2.
- (con Coralie Younger) Molly and the Rajah: Race, Romance and the Raj, Australian Mauritian Press, Sylvania, 1991, pp. xii, 130, ISBN 0 646 03679 3
- The Discovery of Tasmania: Journal Extracts from the Expeditions of Abel Janszoon Tasman and Marc-Joseph Marion Dufresne 1642 & 1772, St David's Park Publishing/Tasmanian Government Printing Office, Hobart, 1992, pp. 106, ISBN 0 7246 2241 1.
- A French Trading Expedition to the Orient: The Voyage of the Montaran 1753—1756, Stockholm University Center for Pacific Asia Studies Working Paper, No.30, August 1992, pp. 20.
- New Voices in the Southland: Multiculturalism, Ethno-history and Asian Studies in Australia, Stockholm University Center for Pacific Asia Studies Working Paper No.31, September 1992, pp. 15.
- (con Hendrik Kolenberg) The Second Landing: Dutch Migrant Artists in Australia, Erasmus Foundation, Melbourne, 1993, pp. 56, ISBN 0646 135937.
- An Officer of the Blue: Marc-Joseph Marion Dufresne 1724—1772, South Sea Explorer, Miegunyah/Melbourne University Press, Melbourne, 1994, pp. 229, ISBN 0 522 84565 7.
- (con Barry York) Exclusions and Admissions: The Dutch in Australia 1902-1946, Studies in Australian Ethnic History, N.º 7, Centre for Immigration and Multicultural Studies, Research School of Social Sciences, Australian National University, Canberra, 1994, pp. 11, ISBN 07315 1913 2/ISSN 1039-3188.
- (con Per Tingbrand) Daniel Solander: Collected Correspondence 1753—1782, Miegunyah/Melbourne University Press, Melbourne, 1995, pp. 466, ISBN 0 522 84636 X [Scandinavian University Press, Oslo, 1995 ISBN 82 00 22454 6]
- A Woman on the Goldfields: Recollections of Emily Skinner 1854—1878, Melbourne University Press, Melbourne, 1995, pp. 129, ISBN 0 522 84652 1.
- Nature's Argonaut: Daniel Solander 1733—1782, Naturalist and Voyager with Cook and Banks, Miegunyah/Melbourne University Press, Melbourne, 1998 et 1999, pp. 380, ISBN 0 522 84753 6
- [prefacio] Mirror of the Australian Navigation by Jacob Le Maire: A Facsimile of the ‘Spieghel der Australische Navigatie . . .’ Being an Account of the Voyage of Jacob Le Maire and Willem Schouten 1615-1616 published in Amsterdam in 1622, Hordern House for the Australian National Maritime Museum, Sydney, 1999, pp. 202, ISBN 1 875567 25 9.
- (con Maryse Duyker) Bruny d’Entrecasteaux: Voyage to Australia and the Pacific 1791—1793, Miegunyah/Melbourne University Press, Melbourne, 2001, pp. xliii, pp. 392, IS’BN 0 522 84932 6 (2006, ISBN 0 522 85232 7).
- Citizen Labillardière: A Naturalist’s Life in Revolution and Exploration (1755—1834), Miegunyah/Melbourne University Press, Melbourne, 2003, pp. 383, ISBN 0 522 85010 3 (2004, ISBN 0 522 85160 6).
- ‘A French Garden in Tasmania: The Legacy of Félix Delahaye (1767—1829)’, in Glynnis M. Cropp, Noel R. Watts, Roger D. J. Collins and K. R. Howe (eds.) Pacific Journeys: Essays in Honour of John Dunmore, Victoria University Press, Wellington, 2005, pp. 21—35.
- ‘Isle de France and Baudin’s Precursors in Australian Waters’, in Rivière, M. S. & Issur, K. R. (ed.) Baudin–Flinders dans l’Océan Indien: Voyages, découvertes, rencontre: Travels, Discoveries, Encounter: Actes du colloque international organisé par l’Université de Maurice, octobre 2003, L’Harmattan, Paris, 2006, pp. 137–155.
- François Péron: An Impetuous Life: Naturalist and Voyager, Miegunyah/MUP, Melb., 2006, pp. 349, ISBN 978 0522 85260 8.
- A Dictionary of Sea Quotations: From Ancient Egypt to the Present, Miegunyah/Melbourne University Press, Melbourne, 2007, pp. 439, ISBN 0-522-85371-4.
- Marc-Joseph Marion Dufresne, un marin malouin à la découvertes des mers australes, traduction française de Maryse Duyker (avec l'assistance de Maurice Recq et l'auteur), Les Portes du Large, Rennes, 2010, pp. 352, ISBN 978-2-914612-14-2.
- Père Receveur: Franciscan, Scientist and Voyager with Lapérouse, Dharawal Publications, Engadine (NSW), 2011, pp. 41, ISBN 978-0-9870727-0-2.
- Dumont d’Urville: Explorer and Polymath, Otago University Press, Dunedin, 2014, pp. 671, ISBN 978 1 877578 70 0, University of Hawai’i Press, Honolulu, 2014, ISBN 9780824851392.
- Dumont d’Urville : L'homme et la mer, traduction, revision et adaption par Maryse Duyker, Anne Kehrig et Edward Duyker, Éditions CTHS [Comité des Travaux historiques et scientifiques], Paris, 2021, pp. 600, ISBN 2735509338 (Médaille de l'Académie de Marine,2022)[1]
- Horace Street Green: A Personal Past, Sylvania, NSW, 2023, p. 230, ISBN 978-0-6484209-0-3, [Elogio, 2023 Victorian Community History Awards].[2]